# Bob Riley
Robert R. (Bob) Riley (Ashland (Alabama), 3 oktober 1944) is een Amerikaanse politicus. Van 2003 tot 2011 was hij gouverneur van de staat Alabama. Riley is lid van de Republikeinse Partij.
Hij studeerde aan de Universiteit van Alabama en behaalde het diploma van Master of Business Administration (MBA). In 1996 werd hij voor de Republikeinen in het Amerikaanse Huis van Afgevaardigden gekozen. In november 2002 won hij de gouverneursverkiezingen van de staat Alabama. In 2003 werd hij als gouverneur beëdigd. Hij volgde Don Siegelman van de Democratische Partij op.
In 2003 was de staat Alabama in het nieuws omdat de hoofdrechter van de staat weigerde een monument met daarop de Tien Geboden voor het hooggerechtshof te verwijderen. Riley sloot zich aan bij de hoofdrechter en verzette zich ook tegen verwijdering. De opposanten van het monument hadden als argument aangevoerd dat de "scheiding tussen kerk en staat" in het geding was gebracht, omdat het monument voor het hooggerechtshof stond. De opposanten kregen uiteindelijk hun zin en het monument werd verwijderd.
Een door Riley gepropageerd belastingplan werd door de kiezer in september 2003 verworpen.
- Gemeinsame Normdatei: 1175487023
- International Standard Name Identifier: 0000 0004 4882 8798
- Library of Congress Control Number: n2004064453
- Biographical Directory of the United States Congress: R000258
- Virtual International Authority File: 11699819
- WorldCat: E39PBJbxD6bdHWBbHWdbVbmGHC